# Дріжджові
Saccharomycetaceae — родина грибів, всі представники якого — дріжджі, що брунькуються. Належить до відділу аскоміцетів, ряду Saccharomycetales.